# Bretteville-sur-Ay
Bretteville-sur-Ay är en kommun i departementet Manche i regionen Normandie i norra Frankrike. Kommunen ligger i kantonen Lessay som tillhör arrondissementet Coutances. År 2022 hade Bretteville-sur-Ay 436 invånare.

## Befolkningsutveckling
Antalet invånare i kommunen Bretteville-sur-Ay
| Referens: INSEE |